# Saiga半自動步槍
Saiga半自動步槍是由俄羅斯卡拉什尼科夫集團（前身為伊茨瑪希工廠）生產的運動用AK步槍，主要用於狩獵和民間用途。

## 歷史
“Saiga”（俄语：Сайга）一詞意指賽加羚羊，該系列步槍以米哈伊爾·卡拉什尼科夫所設計的AK系統為藍本，並專門針對那些渴望擁有高度可靠性的非軍用AK步槍的用戶。
Saiga步槍原先是在1970年代設計，當時最初的步槍發射5.6×39mm口徑子彈。然而由於未見有巨大的商業成功因此最後只生產了300把。
後來在1990年代，Saiga步槍被重新推出，並被推廣為一款能夠狩獵中等體型獵物的步槍。為了滿足不同客戶的需求，伊茨瑪希工廠對其進行了改良，以令它能夠發射多種大威力和更流行的子彈，當中包括：.308溫徹斯特／7.62×51mm、.223雷明登／5.56×45mm、5.45×39mm以及7.62×39mm等。
Saiga步槍目前在伊熱夫斯克市的伊熱瑪茨工廠（現稱“卡拉什尼科夫集團”）進行生產，該廠也是多種軍用AK步槍的生產地，並是卡拉什尼科夫本人多年來工作的地方。
該系列步槍最初是由俄美軍工廠（Russian American Armory） 和RWC進口到美國。另外一些步槍則是由FIME集團進口，並稍作更改以“Arsenal SGL”的名義出售。然而在2014年俄羅斯吞併克里米亞後，卡拉什尼科夫集團成為了美國政府的制裁對象，令其產品無法出口到美國。時任美國總統巴拉克·奧巴馬在後來更針對俄羅斯對烏克蘭東部的武裝干預簽署了行政命令，以全面禁止美國公司進口俄羅斯軍火。作為回應，RWC隨即改名為「Kalashnikov USA」，並在佛羅里達州設廠生產AK樣式步槍，這樣就能夠以美國製槍械的名義繼續在美國市場出售。

## 登場作品

### 電子遊戲
- 2015年—：命名為「Saiga .308」，歸類為半自動狙擊步槍，發射7.62×51mm NATO子彈，載彈量20+1發，武器商店中價格為$22,800，預設裝上PSO-1光學瞄準鏡，能夠由罪犯專業人士（Professional）所使用（執法機關解鎖條件為：以任何陣營進行遊戲使用該槍擊殺1,250名敵人後購買武器執照）。可加裝各種瞄準鏡（機械瞄具、反射、眼鏡蛇、全息瞄準鏡（放大1倍）、PKA-S（放大1倍）、Micro T1、SRS 02、Comp M4S、M145（放大3.4倍）、PO（放大3.5倍） 、ACOG（放大4倍）、PSO-1（放大4倍）、IRNV（放大1倍）、FLIR（放大2倍）、TA 648（放大6倍）、PKS-07（放大7倍）、步槍瞄準鏡（放大8倍）、獵人（放大14倍））、附加配件（傾斜式機械瞄具、傾斜式紅點鏡、延長彈匣（增至25+1發）、電筒、戰術燈、激光瞄準器、穿甲曳光彈）、槍口零件（槍口制退器、補償器、重槍管、抑制器、消焰器）及握把（垂直握把、粗短握把、直角握把）。單人模式中則能夠由主角尼古拉斯·門多薩所使用。